# Magokoro
Magokoro (真心?) es un principio conocido en Japón relacionado en particular con el origen del país, el Yamato.
Se ha descrito en la literatura japonesa. Motoori Norinaga (1730-1801) dedicó 35 años de su vida a la elaboración de un Comentario del Kojiki-den, que todavía tiene autoridad hoy. Cada hombre, escribe Motoori, posee al nacer un "corazón verdadero", un "magokoro" (el término magokokoro es en sí mismo casi una onomatopeya ya que kokoro, el corazón, expresa estos "latidos del corazón") cuya antigua literatura japonesa es la más expresión fiel.
La poesía que describe los sentimientos fluctuantes en lo profundo del corazón humano es a la vez femenina y frágil. Su elemento más sublime, elemento característico de esta poesía, es el mono no aware, es decir el sentimiento de simpatía que despierta la dulce melancolía que emana de las cosas.
Este sentimiento expresa el Yamato gokoro ("corazón japonés") en oposición al Kara gokoro ("corazón chino") "nivel superficial de conciencia abarrotado de cosas masculinas, intelectualmente astuto pero lleno de pretensión". El reflejo de una época feliz en la que el Camino (tao, michi) se fusionó con la expresión espontánea de los sentimientos humanos, la literatura japonesa, o al menos la Narrativa (Kojiki-den), atestigua la superioridad del Yamato gokoro sobre el Kara gokoro. En Japón, país creado por los dioses, el camino no es ni natural ni artificialmente instituido por los hombres, no pertenece al orden de la naturaleza ni al de los hombres. Fue establecido por los dioses que dieron a luz a la naturaleza y al hombre. No es un principio organizador de Japón, sino la propia historia de Japón.
La voluntad de los dioses se cumplió primero a través de la fundación de las islas, luego fue transmitida a los emperadores por sus ancestros divinos cuyo linaje nunca habría sido interrumpido.
La peculiaridad de Japón radica, para Motoori, en la aceptación de los sentimientos humanos que subyacen naturalmente en el buen comportamiento y hacen que cualquier teoría sea innecesaria.